# Campeonato mundial A de hockey patines masculino de 2011
El XL Campeonato mundial de hockey sobre patines masculino se celebró en Argentina en 2011. Participaron las dieciséis mejores Selecciones nacionales masculinas de hockey patines del mundo: las trece mejores clasificadas en el Campeonato mundial A de hockey patines masculino de 2009 más las tres primeras del Campeonato mundial B de hockey patines masculino de 2010. Todos los partidos se disputaron en el Estadio Aldo Cantoni del Parque de Mayo, en la ciudad de San Juan.
Los tres últimos clasificados descendieron al Campeonato mundial B de hockey patines masculino de 2012. 

## Participantes
| Grupo A | Grupo A      |
| ------- | ------------ |
|         | España       |
|         | Chile        |
|         | Suiza        |
|         | Países Bajos |

| Grupo B | Grupo B   |
| ------- | --------- |
|         | Alemania  |
|         | Argentina |
|         | Sudáfrica |
|         | Italia    |

| Grupo C | Grupo C        |
| ------- | -------------- |
|         | Mozambique     |
|         | Estados Unidos |
|         | Angola         |
|         | Portugal       |

| Grupo D | Grupo D    |
| ------- | ---------- |
|         | Inglaterra |
|         | Colombia   |
|         | Francia    |
|         | Brasil     |

## Fase Regular

### Leyenda
| Pts = Puntos totales PJ = Partidos jugados PG = Partidos ganados PE = Partidos empatados PP = Partidos perdidos GF = Goles a favor |  | GC = Goles en contra DG = Diferencia de goles (GF-GC) Resaltado en verde = Equipo clasificado para la segunda fase. Resaltado en rojo = Equipo eliminado de la segunda fase. (p) = Gol de penal (penalti) (fd) = Gol de falta directa |  |  |

### Grupo A
| Equipo       | Pts | PJ | PG | PE | PP | GF | GC | DG  |
| ------------ | --- | -- | -- | -- | -- | -- | -- | --- |
| España       | 9   | 3  | 3  | 0  | 0  | 27 | 2  | 25  |
| Chile        | 6   | 3  | 2  | 0  | 1  | 10 | 10 | 0   |
| Suiza        | 3   | 3  | 1  | 0  | 2  | 7  | 7  | 0   |
| Países Bajos | 0   | 3  | 0  | 0  | 3  | 2  | 27 | -25 |

| P1                             |     |       |           |
| 24 de septiembre de 2011 21:00 |     |       |           |
| España                         | 8:1 | Chile | Árbitros: |
|                                |     |       | Árbitros: |

| P4                             |     |              |           |
| 25 de septiembre de 2011 13:00 |     |              |           |
| Suiza                          | 6:0 | Países Bajos | Árbitros: |
|                                |     |              | Árbitros: |

| P14                            |      |              |           |
| 26 de septiembre de 2011 18:00 |      |              |           |
| España                         | 15:1 | Países Bajos | Árbitros: |
|                                |      |              | Árbitros: |

| P15                            |     |       |           |
| 26 de septiembre de 2011 19:30 |     |       |           |
| Chile                          | 3:1 | Suiza | Árbitros: |
|                                |     |       | Árbitros: |

| P22                            |     |              |           |
| 27 de septiembre de 2011 18:00 |     |              |           |
| Chile                          | 6:1 | Países Bajos | Árbitros: |
|                                |     |              | Árbitros: |

| P23                            |     |       |           |
| 27 de septiembre de 2011 19:30 |     |       |           |
| España                         | 4:0 | Suiza | Árbitros: |
|                                |     |       | Árbitros: |

### Grupo B
| Equipo    | Pts | PJ | PG | PE | PP | GF | GC | DG  |
| --------- | --- | -- | -- | -- | -- | -- | -- | --- |
| Argentina | 9   | 3  | 3  | 0  | 0  | 21 | 5  | 16  |
| Italia    | 6   | 3  | 2  | 0  | 1  | 19 | 8  | 11  |
| Alemania  | 3   | 3  | 1  | 0  | 2  | 12 | 12 | 0   |
| Sudáfrica | 0   | 3  | 0  | 0  | 3  | 3  | 30 | -27 |

| P6                             |      |        |           |
| 25 de septiembre de 2011 18:00 |      |        |           |
| Sudáfrica                      | 0:11 | Italia | Árbitros: |
|                                |      |        | Árbitros: |

| P8                             |     |           |           |
| 25 de septiembre de 2011 21:30 |     |           |           |
| Alemania                       | 2:4 | Argentina | Árbitros: |
|                                |     |           | Árbitros: |

| P9                             |     |        |           |
| 26 de septiembre de 2011 13:00 |     |        |           |
| Alemania                       | 1:6 | Italia | Árbitros: |
|                                |     |        | Árbitros: |

| P16                            |      |           |           |
| 26 de septiembre de 2011 21:30 |      |           |           |
| Argentina                      | 10:1 | Sudáfrica | Árbitros: |
|                                |      |           | Árbitros: |

| P18                            |     |           |           |
| 27 de septiembre de 2011 11:30 |     |           |           |
| Alemania                       | 9:2 | Sudáfrica | Árbitros: |
|                                |     |           | Árbitros: |

| P24                            |     |        |           |
| 27 de septiembre de 2011 21:30 |     |        |           |
| Argentina                      | 7:2 | Italia | Árbitros: |
|                                |     |        | Árbitros: |

### Grupo C
| Equipo         | Pts | PJ | PG | PE | PP | GF | GC | DG  |
| -------------- | --- | -- | -- | -- | -- | -- | -- | --- |
| Portugal       | 9   | 3  | 3  | 0  | 0  | 31 | 6  | +25 |
| Mozambique     | 6   | 3  | 2  | 0  | 1  | 17 | 11 | +6  |
| Angola         | 3   | 3  | 1  | 0  | 2  | 12 | 14 | -2  |
| Estados Unidos | 0   | 3  | 0  | 0  | 3  | 6  | 35 | -29 |

| P3                             |      |                |           |
| 25 de septiembre de 2011 11:30 |      |                |           |
| Mozambique                     | 10:1 | Estados Unidos | Árbitros: |
|                                |      |                | Árbitros: |

| P5                             |     |          |           |
| 25 de septiembre de 2011 16:30 |     |          |           |
| Angola                         | 2:6 | Portugal | Árbitros: |
|                                |     |          | Árbitros: |

| P11                            |     |        |           |
| 26 de septiembre de 2011 10:00 |     |        |           |
| Estados Unidos                 | 4:7 | Angola | Árbitros: |
|                                |     |        | Árbitros: |

| P13                            |     |          |           |
| 26 de septiembre de 2011 16:30 |     |          |           |
| Mozambique                     | 3:7 | Portugal | Árbitros: |
|                                |     |          | Árbitros: |

| P19                            |     |        |           |
| 27 de septiembre de 2011 13:00 |     |        |           |
| Mozambique                     | 4:3 | Angola | Árbitros: |
|                                |     |        | Árbitros: |

| P21                            |      |          |           |
| 27 de septiembre de 2011 16:30 |      |          |           |
| Estados Unidos                 | 1:18 | Portugal | Árbitros: |
|                                |      |          | Árbitros: |

### Grupo D
| Equipo     | Pts | PJ | PG | PE | PP | GF | GC | DG  |
| ---------- | --- | -- | -- | -- | -- | -- | -- | --- |
| Brasil     | 9   | 3  | 3  | 0  | 0  | 24 | 5  | 19  |
| Francia    | 6   | 3  | 2  | 0  | 1  | 10 | 11 | -1  |
| Colombia   | 3   | 3  | 1  | 0  | 2  | 9  | 14 | -5  |
| Inglaterra | 0   | 3  | 0  | 0  | 3  | 4  | 17 | -13 |

| P2                             |     |          |           |
| 25 de septiembre de 2011 10:00 |     |          |           |
| Inglaterra                     | 1:5 | Colombia | Árbitros: |
|                                |     |          | Árbitros: |

| P7                             |     |        |           |
| 25 de septiembre de 2011 19:30 |     |        |           |
| Francia                        | 1:8 | Brasil | Árbitros: |
|                                |     |        | Árbitros: |

| P10                            |     |         |           |
| 26 de septiembre de 2011 11:30 |     |         |           |
| Colombia                       | 2:4 | Francia | Árbitros: |
|                                |     |         | Árbitros: |

| P12                            |     |        |           |
| 26 de septiembre de 2011 15:00 |     |        |           |
| Inglaterra                     | 2:7 | Brasil | Árbitros: |
|                                |     |        | Árbitros: |

| P17                            |     |        |           |
| 27 de septiembre de 2011 10:00 |     |        |           |
| Colombia                       | 2:9 | Brasil | Árbitros: |
|                                |     |        | Árbitros: |

| P20                            |     |         |           |
| 27 de septiembre de 2011 15:00 |     |         |           |
| Inglaterra                     | 1:5 | Francia | Árbitros: |
|                                |     |         | Árbitros: |

## Puesto 9.º a 16.º
|  | Eliminatoria del 9.º al 16.º | Eliminatoria del 9.º al 16.º |          |        | Eliminatoria del 9.º al 12.º | Eliminatoria del 9.º al 12.º |  |  | 9.º y 10.º | 9.º y 10.º |
|  |                              |                              |          |        |                              |                              |  |  |            |            |
|  |                              |                              |          |        |                              |                              |  |  |            |            |
|  |                              |                              |          |        |                              |                              |  |  |            |            |
|  | Suiza                        | 3                            |          |        |                              |                              |  |  |            |            |
|  | Suiza                        | 3                            |          |        |                              |                              |  |  |            |            |
|  | Sudáfrica                    | 2                            |          |        |                              |                              |  |  |            |            |
|  | Sudáfrica                    | 2                            | Suiza    | 6      |                              |                              |  |  |            |            |
|  |                              |                              | Suiza    | 6      |                              |                              |  |  |            |            |
|  |                              | Colombia                     | 0        |        |                              |                              |  |  |            |            |
|  | Colombia                     | Colombia                     | 0        | 5      |                              |                              |  |  |            |            |
|  | Colombia                     |                              |          | 5      |                              |                              |  |  |            |            |
|  | Estados Unidos               | 2                            |          |        |                              |                              |  |  |            |            |
|  | Estados Unidos               | 2                            | Suiza    | 4      |                              |                              |  |  |            |            |
|  |                              |                              | Suiza    | 4      |                              |                              |  |  |            |            |
|  |                              | Alemania                     | 3        |        |                              |                              |  |  |            |            |
|  | Alemania                     | Alemania                     | 3        | 3      |                              |                              |  |  |            |            |
|  | Alemania                     |                              |          | 3      |                              |                              |  |  |            |            |
|  | Países Bajos                 | 2                            |          |        |                              |                              |  |  |            |            |
|  | Países Bajos                 | 2                            | Alemania | 4      | 11.º y 12.º                  | 11.º y 12.º                  |  |  |            |            |
|  |                              |                              | Alemania | 4      | 11.º y 12.º                  | 11.º y 12.º                  |  |  |            |            |
|  |                              | Angola                       | 3        |        |                              |                              |  |  |            |            |
|  | Angola                       | Angola                       | 3        | 7      | Colombia                     | 1                            |  |  |            |            |
|  | Angola                       |                              |          | 7      | Colombia                     | 1                            |  |  |            |            |
|  | Inglaterra                   | 1                            |          | Angola | 3                            |                              |  |  |            |            |
|  | Inglaterra                   | 1                            |          |        | 3                            |                              |  |  |            |            |
|  |                              |                              |          |        |                              |                              |  |  |            |            |
|  |                              |                              |          |        |                              |                              |  |  |            |            |

|  | Eliminatoria del 13.º al 16.º | Eliminatoria del 13.º al 16.º |   |           | 13.º y 14.º    | 13.º y 14.º |  |
|  |                               |                               |   |           |                |             |  |
|  |                               |                               |   |           |                |             |  |
|  |                               |                               |   |           |                |             |  |
|  | Sudáfrica                     | 9                             |   |           |                |             |  |
|  | Estados Unidos                | 11                            |   |           |                |             |  |
|  |                               |                               |   |           |                |             |  |
|  |                               |                               |   |           |                |             |  |
|  |                               |                               |   |           | Estados Unidos | 5           |  |
|  |                               | Países Bajos                  | 0 |           |                |             |  |
|  |                               |                               |   |           |                |             |  |
|  |                               |                               |   |           |                |             |  |
|  |                               |                               |   |           | 15.º y 16.º    |             |  |
|  |                               |                               |   |           |                |             |  |
|  | Países Bajos                  | 4                             |   | Sudáfrica | 4              |             |  |
|  | Inglaterra                    | 3                             |   |           | Inglaterra     | 7           |  |

### Puesto 9.º a 16.º
| P25                            |     |           |           |
| 29 de septiembre de 2011 10:00 |     |           |           |
| Suiza                          | 3:2 | Sudáfrica | Árbitros: |
|                                |     |           | Árbitros: |

| P28                            |     |                |           |
| 29 de septiembre de 2011 15:00 |     |                |           |
| Colombia                       | 5:2 | Estados Unidos | Árbitros: |
|                                |     |                | Árbitros: |

| P26                            |     |              |           |
| 29 de septiembre de 2011 11:30 |     |              |           |
| Alemania                       | 3:2 | Países Bajos | Árbitros: |
|                                |     |              | Árbitros: |

| P27                            |     |            |           |
| 29 de septiembre de 2011 13:00 |     |            |           |
| Angola                         | 7:1 | Inglaterra | Árbitros: |
|                                |     |            | Árbitros: |

### Puesto 13.º a 16.º
| P33                            |      |                |           |
| 30 de septiembre de 2011 10:00 |      |                |           |
| Sudáfrica                      | 9:11 | Estados Unidos | Árbitros: |
|                                |      |                | Árbitros: |

| P34                            |     |            |           |
| 30 de septiembre de 2011 11:30 |     |            |           |
| Países Bajos                   | 4:3 | Inglaterra | Árbitros: |
|                                |     |            | Árbitros: |

### Puesto 9.º a 12.º
| P35                            |     |          |           |
| 30 de septiembre de 2011 13:00 |     |          |           |
| Suiza                          | 6:0 | Colombia | Árbitros: |
|                                |     |          | Árbitros: |

| P36                            |     |        |           |
| 30 de septiembre de 2011 15:00 |     |        |           |
| Alemania                       | 4:3 | Angola | Árbitros: |
|                                |     |        | Árbitros: |

### Puesto 15.º y 16.º
| P41                       |     |            |           |
| 1 de octubre de 2011 9:30 |     |            |           |
| Sudáfrica                 | 4:7 | Inglaterra | Árbitros: |
|                           |     |            | Árbitros: |

### Puesto 13.º y 14.º
| P42                        |     |              |           |
| 1 de octubre de 2011 11:00 |     |              |           |
| Estados Unidos             | 5:0 | Países Bajos | Árbitros: |
|                            |     |              | Árbitros: |

### Puesto 11.º y 12.º
| P43                        |     |        |           |
| 1 de octubre de 2011 12:30 |     |        |           |
| Colombia                   | 1:3 | Angola | Árbitros: |
|                            |     |        | Árbitros: |

### Puesto 9.º y 10.º
| P44                        |     |          |           |
| 1 de octubre de 2011 14:00 |     |          |           |
| Suiza                      | 4:3 | Alemania | Árbitros: |
|                            |     |          | Árbitros: |

## Fase Final
|  | Cuartos de final | Cuartos de final |           |            | Semifinales            | Semifinales            |  |  | Final | Final |
|  |                  |                  |           |            |                        |                        |  |  |       |       |
|  |                  |                  |           |            |                        |                        |  |  |       |       |
|  |                  |                  |           |            |                        |                        |  |  |       |       |
|  | España           | 5                |           |            |                        |                        |  |  |       |       |
|  | España           | 5                |           |            |                        |                        |  |  |       |       |
|  | Italia           | 2                |           |            |                        |                        |  |  |       |       |
|  | Italia           | 2                | España    | 4          |                        |                        |  |  |       |       |
|  |                  |                  | España    | 4          |                        |                        |  |  |       |       |
|  |                  | Mozambique       | 3         |            |                        |                        |  |  |       |       |
|  | Brasil           | Mozambique       | 3         | 6          |                        |                        |  |  |       |       |
|  | Brasil           |                  |           | 6          |                        |                        |  |  |       |       |
|  | Mozambique       | 9                |           |            |                        |                        |  |  |       |       |
|  | Mozambique       | 9                | España    | 5          |                        |                        |  |  |       |       |
|  |                  |                  | España    | 5          |                        |                        |  |  |       |       |
|  |                  | Argentina        | 4         |            |                        |                        |  |  |       |       |
|  | Argentina        | Argentina        | 4         | 12         |                        |                        |  |  |       |       |
|  | Argentina        |                  |           | 12         |                        |                        |  |  |       |       |
|  | Chile            | 3                |           |            |                        |                        |  |  |       |       |
|  | Chile            | 3                | Argentina | 4          | Tercer y cuarto puesto | Tercer y cuarto puesto |  |  |       |       |
|  |                  |                  | Argentina | 4          | Tercer y cuarto puesto | Tercer y cuarto puesto |  |  |       |       |
|  |                  | Portugal         | 3         |            |                        |                        |  |  |       |       |
|  | Portugal         | Portugal         | 3         | 6          | Portugal               | 9                      |  |  |       |       |
|  | Portugal         |                  |           | 6          | Portugal               | 9                      |  |  |       |       |
|  | Francia          | 3                |           | Mozambique | 2                      |                        |  |  |       |       |
|  | Francia          | 3                |           |            | 2                      |                        |  |  |       |       |
|  |                  |                  |           |            |                        |                        |  |  |       |       |
|  |                  |                  |           |            |                        |                        |  |  |       |       |

|  | Eliminatoria del 5.º al 8.º | Eliminatoria del 5.º al 8.º |   |         | 5.º y 6.º | 5.º y 6.º |  |
|  |                             |                             |   |         |           |           |  |
|  |                             |                             |   |         |           |           |  |
|  |                             |                             |   |         |           |           |  |
|  | Francia                     | 3                           |   |         |           |           |  |
|  | Chile                       | 4                           |   |         |           |           |  |
|  |                             |                             |   |         |           |           |  |
|  |                             |                             |   |         |           |           |  |
|  |                             |                             |   |         | Chile     | 0         |  |
|  |                             | Italia                      | 4 |         |           |           |  |
|  |                             |                             |   |         |           |           |  |
|  |                             |                             |   |         |           |           |  |
|  |                             |                             |   |         | 7.º y 8.º |           |  |
|  |                             |                             |   |         |           |           |  |
|  | Brasil                      | 1                           |   | Francia | 5         |           |  |
|  | Italia                      | 6                           |   |         | Brasil    | 4         |  |

### Cuartos de final
| P29 / C1                       |     |         |           |
| 29 de septiembre de 2011 16:30 |     |         |           |
| Portugal                       | 6:3 | Francia | Árbitros: |
|                                |     |         | Árbitros: |

| P30 / C2                       |     |            |           |
| 29 de septiembre de 2011 18:00 |     |            |           |
| Brasil                         | 6:9 | Mozambique | Árbitros: |
|                                |     |            | Árbitros: |

| P31 / C3                       |     |        |           |
| 29 de septiembre de 2011 19:30 |     |        |           |
| España                         | 5:2 | Italia | Árbitros: |
|                                |     |        | Árbitros: |

| P32 / C4                       |      |       |           |
| 29 de septiembre de 2011 21:30 |      |       |           |
| Argentina                      | 12:3 | Chile | Árbitros: |
|                                |      |       | Árbitros: |

### Puestos 5.º a 8.º
| P37                            |     |       |           |
| 30 de septiembre de 2011 16:30 |     |       |           |
| Francia                        | 3:4 | Chile | Árbitros: |
|                                |     |       | Árbitros: |

| P38                            |     |        |           |
| 30 de septiembre de 2011 18:00 |     |        |           |
| Brasil                         | 1:6 | Italia | Árbitros: |
|                                |     |        | Árbitros: |

### Semifinales
| P39 / S1                       |     |           |           |
| 30 de septiembre de 2011 19:30 |     |           |           |
| Portugal                       | 3:4 | Argentina | Árbitros: |
|                                |     |           | Árbitros: |

| P40 / S2                       |        |        |           |
| 30 de septiembre de 2011 21:30 |        |        |           |
| Mozambique                     | 3:4 ap | España | Árbitros: |
|                                |        |        | Árbitros: |

### Puesto 7.º y 8.º
| P45                        |     |        |           |
| 1 de octubre de 2011 15:30 |     |        |           |
| Francia                    | 5:4 | Brasil | Árbitros: |
|                            |     |        | Árbitros: |

### Puesto 5.º y 6.º
| P46                        |     |        |           |
| 1 de octubre de 2011 17:00 |     |        |           |
| Chile                      | 0:4 | Italia | Árbitros: |
|                            |     |        | Árbitros: |

### Tercer y cuarto puesto
| P47 / 3y4                  |     |            |           |
| 1 de octubre de 2011 18:30 |     |            |           |
| Portugal                   | 9:2 | Mozambique | Árbitros: |
|                            |     |            | Árbitros: |

### Final
| P48 / F                    |     |        |                                            |
| 1 de octubre de 2011 20:00 |     |        |                                            |
| Argentina                  | 4:5 | España | Árbitros:J. Pinto y J. Monteiro (Portugal) |
|                            |     |        | Árbitros:J. Pinto y J. Monteiro (Portugal) |

| Bandera de España |
| Campeón ESPAÑA    |
| 15º Título        |

## Clasificación Final
| Clasificación | Equipo         | PJ | PG | PE | PP | GF | GC | DG  |
| ------------- | -------------- | -- | -- | -- | -- | -- | -- | --- |
|               | España         | 6  | 6  | 0  | 0  | 41 | 11 | +30 |
|               | Argentina      | 6  | 5  | 0  | 1  | 41 | 16 | +25 |
|               | Portugal       | 6  | 5  | 0  | 1  | 49 | 15 | +34 |
| 4             | Mozambique     | 6  | 3  | 0  | 3  | 31 | 30 | +1  |
| 5             | Italia         | 6  | 4  | 0  | 2  | 31 | 14 | +17 |
| 6             | Chile          | 6  | 3  | 0  | 3  | 17 | 29 | -12 |
| 7             | Francia        | 6  | 4  | 0  | 2  | 21 | 25 | -4  |
| 8             | Brasil         | 6  | 3  | 0  | 3  | 35 | 25 | +10 |
| 9             | Suiza          | 6  | 4  | 0  | 2  | 20 | 12 | +8  |
| 10            | Alemania       | 6  | 3  | 0  | 3  | 22 | 21 | +1  |
| 11            | Angola         | 6  | 3  | 0  | 3  | 25 | 20 | +5  |
| 12            | Colombia       | 6  | 2  | 0  | 4  | 15 | 25 | -10 |
| 13            | Estados Unidos | 6  | 2  | 0  | 4  | 24 | 49 | -25 |
| 14            | Países Bajos   | 6  | 1  | 0  | 5  | 8  | 38 | -30 |
| 15            | Inglaterra     | 6  | 1  | 0  | 5  | 15 | 32 | -17 |
| 16            | Sudáfrica      | 6  | 0  | 0  | 6  | 18 | 51 | -33 |

## Máximos goleadores
| Jugador | Selección | Goles |
| ------- | --------- | ----- |
|         |           |       |
|         |           |       |